# Secchiello (torrente)
Il Secchiello è un torrente appenninico, affluente di destra del Secchia, che scorre interamente nel territorio della provincia di Reggio Emilia, nella zona dell'alto Appennino reggiano.

## Percorso
Il Secchiello origina dalla confluenza dei rii Grande e dei Balocchi, a valle della località di case Stantini, nell'alta val d'Asta. Dopo aver toccato le frazioni di Governara e Castiglione scorre verso nord, parallelamente alla strada provinciale 9, incassato in una stretta valle boscosa dove forma delle cascate. Dopo aver intersecato la strada provinciale 8 e toccato marginalmente l'abitato di Villa Minozzo, il Secchiello continua il suo percorso verso settentrione marcando contemporaneamente il confine con limitrofo comune di Toano. Presso la frazione di Carniana riceve alla sinistra idrografica le acque del torrente Prampola e poco più a valle, presso la località toanese di Fora di Cavola, confluisce in destra del Secchia.

## Regime idrologico
Il torrente Secchiello presenta il regime idrologico tipico dei torrenti appenninici, con accentuate magre estive e piene autunnale impetuose e importanti. Il bacino imbrifero di raccolta delle acque è di 73.0 km2 mentre la portata media si attesta attorno ai 2.18 m3/s .